# Función expresiva
La función expresiva, también denominada función emotiva o función sintomática, suele identificarse con el factor de la comunicación emisor. Con frecuencia lleva su verbo en primera persona, aunque no siempre (por ejemplo: ¡Qué bonito es el Mediterráneo!) y su significado suele revelar o desahogar un sentimiento físico (¡Ay!) o psíquico (¡Maldita sea la economía de este país!) del emisor del mensaje.
Esta función le permite exteriorizar sus sentimientos y estados de ánimo, así como sus deseos o el grado de interés o de apasionamiento con que aborda cualquier comunicación y siempre se centra en el emisor: 

Niña, te quiero tanto,
niña, tanto te quiero,
que si me sacan los ojos
te miro por los agujeros.
Copla tradicional

Es bueno aclarar que la expresividad no se da aparte de lo representativo, sino que es una función del lenguaje que permite una proyección del sujeto de la enunciación pero con base en una representatividad. Así, en expresiones corrientes como esa mujer me fascina o ¡qué mañana tan hermosa!, predomina, sin duda, la función expresiva, pero con un soporte de representación simbólica dado por la alusión a unos referentes.
Para concluir, observemos que la función expresiva o emotiva se manifiesta gracias a los significados afectivos o connotativos que se establecen sobre la base de los significados denotativos: cuando hablamos, expresamos nuestro estado de ánimo, nuestras actitudes o nuestra pertenencia a un grupo social, damos información sobre nosotros mismos, exteriorizamos síntomas, aunque no tengamos siempre plena conciencia de ello.
El emisor se comunica para transmitir la información centrada objetivamente en la realidad exterior referente a las ideas que tiene sobre ella. Permite comunicar a otros estados de ánimo, las emociones. De ella emana el archigénero literario lírico o poético.